# Rachel Korine
Desireé Rachel Korine (rozená Simon, dne 4. dubna 1986) je americká herečka.
Narodila se jako Desireé Rachel Simon a vyrostla v Nashvillu v Tennessee. Zahrála si například ve filmech Septien, Pan Osamělý a Vojížděči vodpadků. Také se objevila v jedné z hlavních rolí ve snímku Spring Breakers, který napsal a režíroval její manžel Harmony Korine.

## Filmografie

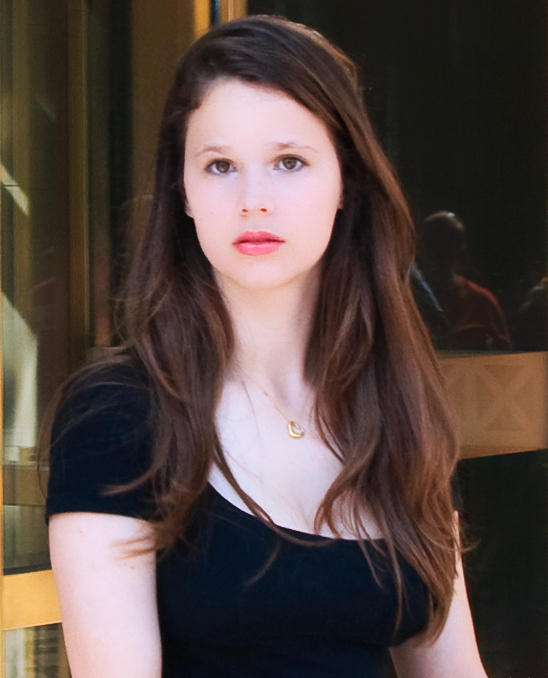
Rachel Korine v roce 2009

| Rok  | Název                    | Role                  | Poznámky    |
| ---- | ------------------------ | --------------------- | ----------- |
| 2007 | Pan Osamělý              | malá Červená karkulka |             |
| 2009 | The Dirty Ones           |                       | krátký film |
| 2009 | Vojížděči vodpadků       | Momma                 |             |
| 2010 | Septien                  | Savannah              |             |
| 2012 | Lotus Community Workshop | Rach                  | krátký film |
| 2012 | The Fourth Dimension     | Rach                  |             |
| 2012 | Druid Peak               | Zoe                   |             |
| 2013 | Spring Breakers          | Cotty                 |             |
| 2014 | Druid Peak               | Zoe                   |             |
| 2015 | Men Go To Battle         | Betsy Small           |             |

## Osobní život
Jejím manželem je režisér Harmony Korine a mají spolu jedno dítě.